# 青杨梅
青杨梅（学名：Myrica adenophora）为杨梅科杨梅属下的一个种。

## 扩展阅读
- 維基物種上的相關：青杨梅